# Чернавский, Николай Михайлович
Николай Михайлович Чернавский (28 января (9 февраля) 1872, пос. Полтавский, Верхнеуральский уезд Оренбургская губерния — 2 января 1940, Свердловск) — русский и советский педагог, краевед, архивист, журналист.

## Биография
Родился 28 января (9 февраля) 1872 года в посёлке Полтавский Верхнеуральского уезда Оренбургской губернии в семье священника. Окончил Челябинское духовное училище, затем с 1881 по 1892 год учился в Оренбургской духовной семинарии. В 1896 году окончил Казанскую духовную академию и получил степень кандидата богословия.
В 1896—1897 годах служил в Кустанае наблюдателем церковно-приходских школ Тургайской области. В 1897—1906 годах работал учителем арифметики и географии в Оренбургском духовном училище. Работал над историко-статистическими описаниями населённых пунктов Оренбургской епархии. В 1905 году за свою работу «Оренбургская епархия в прошлом её и настоящем» получил степень магистра богословия.
В 1907—1910 годах работал смотрителем Владикавказского духовного училища, в 1910—1912 годах — Пермского духовного училища. В 1912—1915 — смотритель Черниговской, а в 1915—1918 годах — Оренбургской духовных семинарий.
Активно занимался журналистикой, был редактором «Владикавказских епархиальных ведомостей» (1908—1912), «Черниговского церковно-общественного вестника» (1914—1915), «Оренбургского церковно-общественного вестника» (1917). С 1918 года — директор и учитель войсковой казачьей гимназии (с 1919 года школы 2-й ступени) в станице Великопетровской Верхнеуральского уезда (ныне — посёлок в Челябинской области).
В 1921 году был инициатором создания Челябинского губархива, был его первым директором. Также работал в архивах Перми и Екатеринбурга. Сотрудничал с «Уральской советской энциклопедией». За свои религиозные взгляды подвергался преследованиям.

## Сочинения
- Оренбургская епархия в прошлом её и настоящем. Ч. 1 // Труды Оренбургской ученой архивной комиссии. Вып. 7. — Оренбург, 1900;
- Оренбургская епархия в прошлом её и настоящем. Ч. 2 // Труды Оренбургской ученой архивной комиссии. Вып. 10. — Оренбург, 1903;
- Материалы к прошлому г. Челябинска. — Челябинск, 1926.
- Челябинск в его прошлом. 1736–1926 (хроника); авт. вступ. ст. И.И. Вишев, М.А. Базанов; отв. за вып. Е.П. Турова.  Челябинск, 2016. [5]